# Doom Days
Albums de Bastille
Wild World
(2016)
Singles
1. Quarter Past Midnight
Sortie : 23 mai 2018
2. Doom Days
Sortie : 25 avril 2019
3. Joy
Sortie : 2 mai 2019
4. Those Nights
Sortie : 4 juin 2019

Doom Days (stylisé en DOOM D∆YS) est le troisième album studio du groupe de rock alternatif anglais Bastille.

## Écriture et sortie

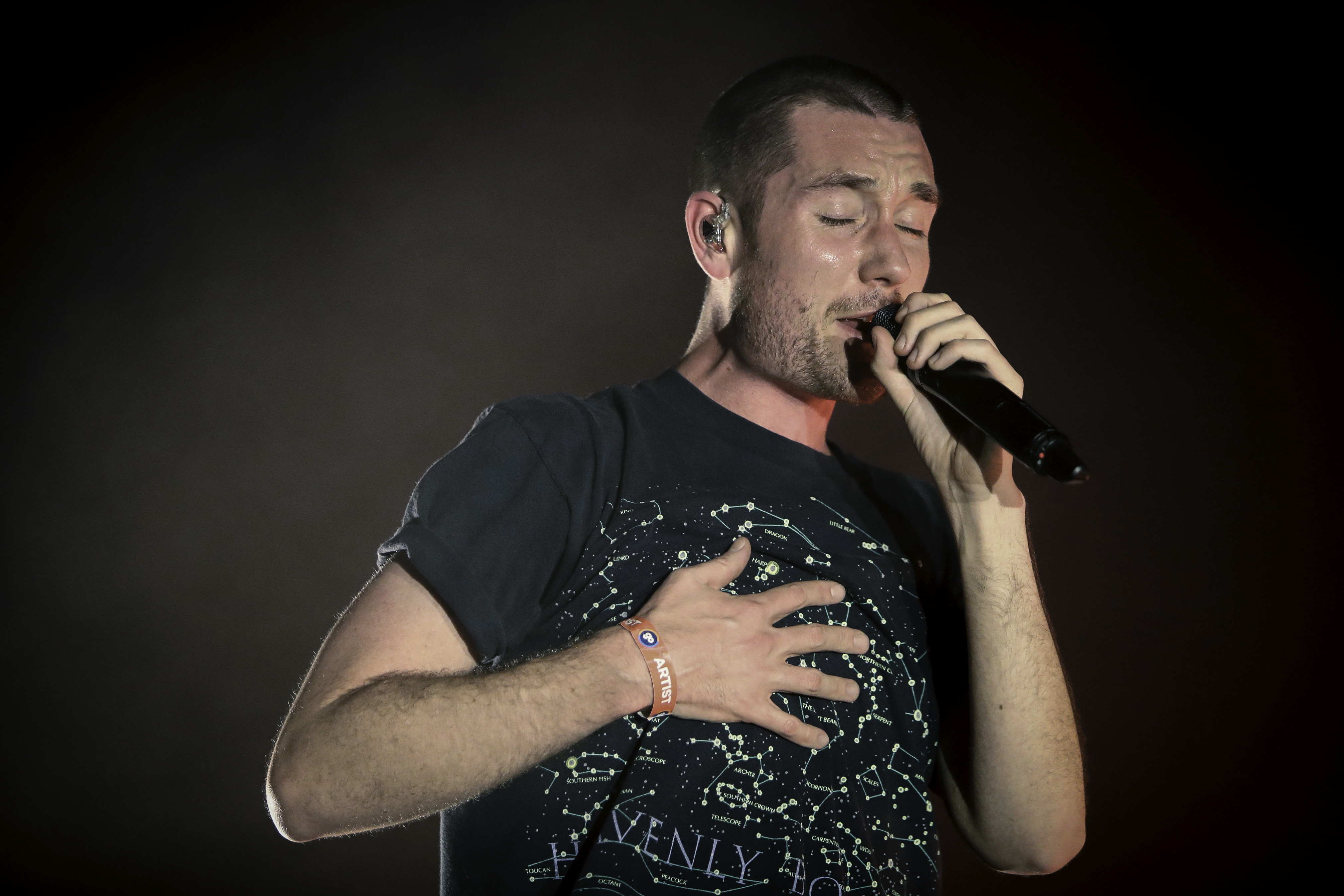
Dan Smith en concert en novembre 2018.

Après la sortie de son deuxième album studio Wild World en 2016, Bastille enchaîne les concerts à travers le monde et rencontre le succès avec le single Happier en collaboration avec Marshmello (2018). Profitant d'une pause, le groupe écrit un nouvel album au studio One Eyed Jack’s de Londres.
Bastille décrit Doom Days comme « un album sur une soirée apocalyptique » (« apocalyptic party album »),. Le chanteur du groupe, Dan Smith, explique : « C'est essentiellement l'histoire d'une nuit débutant à minuit et quart et s'achevant par un réveil sur le sol de la cuisine le matin suivant. C'est à propos de tout ce qui se passe entre temps » (« It’s essentially the story of one night starting at a quarter past midnight and ending waking up the next morning on the kitchen floor. It’s about everything that happens in the midst of that. »). Pour ce nouvel album, le groupe s'éloigne — au moins en partie — du caractère politique de Wild World,. Smith dit avoir compris en tournée que certains publics souhaitent des chansons pour s'évader plutôt qu'affronter les problèmes du monde.
En mai 2018, le groupe sort Quarter Past Midnight, le premier single de son nouvel album. L'album Doom Days sort le 14 juin 2019 sous le label Virgin Records.

## Pistes
Toutes les chansons sont écrites et composées par Dan Smith.
| Doom Days | Doom Days             | Doom Days               | Doom Days | Doom Days | Doom Days | Doom Days | Doom Days | Doom Days | Doom Days |
| No        | Titre                 | Producteur              | Durée     |           |           |           |           |           |           |
| --------- | --------------------- | ----------------------- | --------- | --------- | --------- | --------- | --------- | --------- | --------- |
| 1.        | Quarter Past Midnight | Mark Crew, Dan Smith    | 3:19      |           |           |           |           |           |           |
| 2.        | Bad Decisions         | Crew, Smith             | 3:09      |           |           |           |           |           |           |
| 3.        | The Waves             | Crew, Smith             | 4:00      |           |           |           |           |           |           |
| 4.        | Divide                | Crew, Smith             | 3:52      |           |           |           |           |           |           |
| 5.        | Million Pieces        | Crew, Smith, Dan Priddy | 4:11      |           |           |           |           |           |           |
| 6.        | Doom Days             | Crew, Smith, Priddy     | 2:18      |           |           |           |           |           |           |
| 7.        | Nocturnal Creatures   | Crew, Smith             | 3:52      |           |           |           |           |           |           |
| 8.        | 4AM                   | Crew, Smith             | 4:07      |           |           |           |           |           |           |
| 9.        | Another Place         | Crew, Smith, Priddy     | 3:31      |           |           |           |           |           |           |
| 10.       | Those Nights          | Crew, Smith             | 4:30      |           |           |           |           |           |           |
| 11.       | Joy                   | Crew, Smith, Priddy     | 3:11      |           |           |           |           |           |           |
| 40:00     |                       |                         |           |           |           |           |           |           |           |

| This Got Out of Hand (édition bonus) | This Got Out of Hand (édition bonus)                         | This Got Out of Hand (édition bonus) | This Got Out of Hand (édition bonus) | This Got Out of Hand (édition bonus) | This Got Out of Hand (édition bonus) | This Got Out of Hand (édition bonus) | This Got Out of Hand (édition bonus) | This Got Out of Hand (édition bonus) | This Got Out of Hand (édition bonus) |
| No                                   | Titre                                                        | Durée                                |                                      |                                      |                                      |                                      |                                      |                                      |                                      |
| ------------------------------------ | ------------------------------------------------------------ | ------------------------------------ | ------------------------------------ | ------------------------------------ | ------------------------------------ | ------------------------------------ | ------------------------------------ | ------------------------------------ | ------------------------------------ |
| 12.                                  | Admit Defeat                                                 | 3:05                                 |                                      |                                      |                                      |                                      |                                      |                                      |                                      |
| 13.                                  | Good Lesson                                                  | 3:30                                 |                                      |                                      |                                      |                                      |                                      |                                      |                                      |
| 14.                                  | Easy Days (demo)                                             | 2:52                                 |                                      |                                      |                                      |                                      |                                      |                                      |                                      |
| 15.                                  | When I Watch the World Burn All I Think About Is You (demo)  | 3:12                                 |                                      |                                      |                                      |                                      |                                      |                                      |                                      |
| 16.                                  | Another Place (ft. Chamber Orchestra of London)              | 4:17                                 |                                      |                                      |                                      |                                      |                                      |                                      |                                      |
| 17.                                  | Final Hour                                                   | 3:08                                 |                                      |                                      |                                      |                                      |                                      |                                      |                                      |
| 18.                                  | Million Pieces (ft. Chamber Orchestra of London)             | 4:43                                 |                                      |                                      |                                      |                                      |                                      |                                      |                                      |
| 19.                                  | Comfort of Strangers                                         | 3:49                                 |                                      |                                      |                                      |                                      |                                      |                                      |                                      |
| 20.                                  | Another Place (ft. Alessia Cara)                             | 3:33                                 |                                      |                                      |                                      |                                      |                                      |                                      |                                      |
| 21.                                  | Hangin'                                                      | 3:29                                 |                                      |                                      |                                      |                                      |                                      |                                      |                                      |
| 22.                                  | Can't Fight This Feeling (ft. London Contemporary Orchestra) | 3:18                                 |                                      |                                      |                                      |                                      |                                      |                                      |                                      |
| 1:18:39                              |                                                              |                                      |                                      |                                      |                                      |                                      |                                      |                                      |                                      |

## Réception
Selon l'agrégateur Metacritic, Doom Days reçoit des critiques généralement favorables (avec un score de 72).
Pour Heather Phares (AllMusic), Doom Days est de loin l'album le plus cohérent de Bastille, qui trouve « une nouvelle intimité en explorant la solitude quotidienne et l'espoir en temps de crise ». Dans NME, Rhian Daly estime que l'album est le plus inventif et le plus aventureux du groupe. Au contraire, pour Brice Ezell de PopMatters, l'album est « une collection de bonnes chansons mais déjà vues, indiquant un épuisement du puits créatif » de Bastille.
L'album connaît un certain succès commercial. Il entre notamment en 4e position des ventes d'album au Royaume-Uni

## Classements
| Classement (2019)                  | Meilleure position |
| ---------------------------------- | ------------------ |
| Allemagne (Media Control AG)       | 9                  |
| Australie (ARIA)                   | 21                 |
| Autriche (Ö3 Austria Top 40)       | 10                 |
| Belgique (Flandre Ultratop)        | 5                  |
| Belgique (Wallonie Ultratop)       | 35                 |
| Canada (Canadian Albums)           | 30                 |
| Écosse (OCC)                       | 6                  |
| Espagne (Promusicae)               | 35                 |
| États-Unis (Billboard 200)         | 5                  |
| Finlande (Suomen virallinen lista) | 26                 |
| Irlande (IRMA)                     | 18                 |
| Italie (FIMI)                      | 41                 |
| Norvège (VG-lista)                 | 14                 |
| Nouvelle-Zélande (RIANZ)           | 30                 |
| Pays-Bas (Mega Album Top 100)      | 8                  |
| Pologne (ZPAV)                     | 22                 |
| Portugal (AFP)                     | 22                 |
| Royaume-Uni (UK Albums Chart)      | 4                  |
| Suède (Sverigetopplistan)          | 45                 |
| Suisse (Schweizer Hitparade)       | 8                  |